# Abbaye de Saint-Pierremont
L' ancienne abbaye de chanoines réguliers de Saint-Augustin dite Abbaye de Saint-Pierremont, est située à Avril en Meurthe-et-Moselle au lieu-dit : Saint-Pierremont.
Parties constituantes : colombier, époque de construction : 4e quart XIe siècle (détruit) ; XVIIe siècle ; XVIIIe siècle.

## Histoire

### Fondation
Fondée en 1090 par Lubricus, chanoine de Metz.
Son nom primitif est de Standalmont, du nom de la montagne sur laquelle elle est construite. Ce territoire est accordé par la comtesse Mathilde, dans son comté de Briey, par une charte du 21 mai 1096.
Cette appellation est modifiée par le pape Pascal II, dans sa bulle de 1103, en celle de Saint-Pierre-Mont. L'église et l'abbaye sont en effet dédiées à Saint Pierre.

### XVesiècle
En 1438, Yolande de Morey (de Mory), veuve de Simon des Armoises, fait don de la moitié de la grange du Sart de Trieux à l'abbaye, qui reçoit l'autre moitié en 1449.

### XVIesiècle
L'église est détruite par un incendie en 1574.

### XVIIeetXVIIIesiècles
En 1625, l'abbaye est réformée par saint Pierre Fourier qui l'incorpore aux chanoines réguliers de Notre-Sauveur.
Elle est pillée et dévastée en 1636, puis restaurée aux XVIIe et XVIIIe siècles.
Si le titre abbatial est abandonné en 1733 au profit du collège de Metz, l'abbaye subsiste avec une communauté jusqu'à la Révolution.

## Caractéristiques de l'abbaye de Saint-Pierremont

### Vestiges
Il subsiste une partie des bâtiments abbatiaux du XVIIIe siècle : le colombier construit vers 1747, restauré en 1774, inscrit au titre des monuments historiques depuis 1979 ; les armes de l'abbé Jean Marius (1575, 1597) ; les armes du duché de Bar.

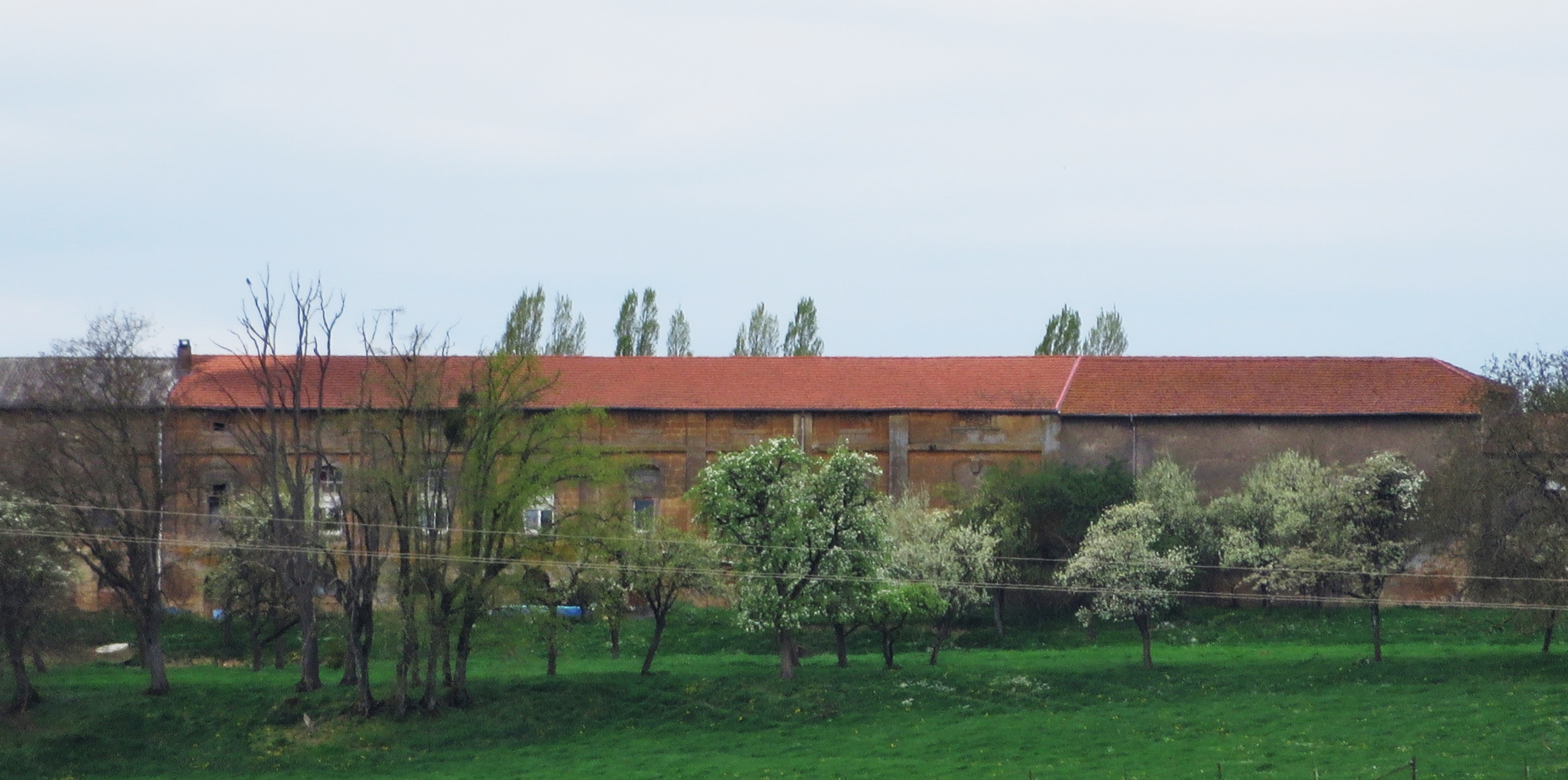
Abbaye de Saint-Pierremont bâtiment conventuel

## Liste des abbés
- Guacelin (jusque 1112)[6],[7].
- Raoul ou Rodolphe (1112-1140)[3].
- Constantin (1141-1152).
- Albert de Loupy.
- Philippe (vers 1153-1157).
- Henri.
- Gautier (1168-1178).
- Richard.
- Becelin (jusque 1180).
- Jean.
- Vautier.
- Pierre.
- Albert.
- Nicolas.
- Garnier (1272-1283).
- Jacques (1284-1298).
- Philippe (1298-1305).
- Rémy.
- Nicolas Fournier.
- Jean de Briey (jusque 1364).
- Habelet de Sorbey.
- Jean de Sancey.
- Nicolas de Sancy (jusque 1393).
- Vautrin de Pontoise (jusque 1402).
- Vautrin de Briey.
- Alexandre de Marcey (jusque 1452).
- Gérard de Bettainviller (jusque 1483).
- Collignon de Briey (jusque 1530).
- Nicole (Nicolas ?).
- Dominique de Viller (jusque 1543).
- Louis-Robert d'Arancey (jusque 1550).
- Nicolas-François de Trieux (1560-1574)[8]. Il crée un hôpital contigu à l'enclos du monastère.
- Jean-Dieudonné de Sancy (1574-1575).
- Jean Marius (1575-1597). Il répare l'église et fait creuser trois étangs près du Sart de Trieux.
- Jean d'Amam (1594-1621).
- Didier Gérard.
- Jean de Maillane des Porcelets.
- Henri de Lorraine (1625-1626).
- Nicolas-François de Lorraine.
- Guy Lémulier (1634-1642).
- Gilles Drouin.
- Achille-François Massu (1674-1707).
- Etienne-Joseph de Rosières.